# Aulikki Oksanen
Aulikki Oksanen, född 19 juli 1944 i Karvia, är en finländsk författare, skådespelare och visdiktare, särskilt känd som protestsångare.
Oksanen debuterade med romanen Hevosen kuolema ("Hästens död", 1966). Hennes bäst kända bok är den lyrisk-realistiska uppväxt- och utvecklingsromanen Isosisko ja pikkuveli (1973, på svenska Storasyster och lillebror, 1975) om Ainos resa till storstaden. Hon tilldelades Runebergspriset 1991 för Henkivartija. På svenska finns förutom Storasyster och lillebror även Kanonjärens famn, båda i översättning av Thomas Warburton.

## Böcker utgivna på svenska[8]
- 1975 – Storasyster och lillebror ISBN 91-37-06058-9
- 1977 – Kanonjärens famn ISBN 91-37-06583-1
- 1989 – Säckstryparns cellkamrat (ingår i Den svarta måsen : 30 moderna finska berättare ISBN 951-50-0473-X)